# Бабич, Константин (композитор)
Константин Бабич (серб. Константин Бабић; 10 февраля 1927, Белград — 13 октября 2009, Белград) — сербский композитор и музыкальный педагог.
Родился в семье врача, провёл детство в Инсбруке, затем в Заечаре. Начал учиться музыке у Ружи Винавер, жены писателя Станислава Винавера. Окончил Музыкальную академию в Белграде (1955), ученик Миленко Живковича. С 1956 г. преподавал в белградской музыкальной школе имени Мокраняца, с 1966 г. в Музыкальной академии, преобразованной в 1973 году в музыкальный факультет Университета искусств. На протяжении многих лет возглавлял кафедру музыкальной теории. Перевёл на сербский книги Б. Червенки «Контрапункт в классической вокальной полифонии» (1981) и А. Гисланцони «История фуги», опубликовал учебник по оркестровке (серб. Оркестрација; 2002). Выступал также как музыкальный критик. Входил в круг организаторов музыкального фестиваля имени Стевана Мокраняца в его родном городе Неготине, написал об этой своей работе книгу воспоминаний «На полях Дней Мокраняца» (серб. На маргини Мокрањчевих дана; 2002, расширенное издание 2005). Ещё один перевод Бабича с итальянского — небольшая книга Джузеппе Мадзини «Возможности человека».
Автор многочисленных хоровых сочинений, входил в состав жюри международных конкурсов хоровой композиции в Ареццо и Дебрецене. Писал также музыку для детей, симфонические и камерные произведения. В музыке Бабича отмечается влияние фольклора, джаза и поп-музыки. Бабич высказывал интерес к творчеству Клода Дебюсси и Игоря Стравинского, резко отрицая идущую от Арнольда Шёнберга традицию как чисто рационалистическую.
Лауреат ряда национальных премий, в том числе премии имени Мокраняца Союза композиторов Югославии (за хоровую музыку; 1970, 1971, 1972, 1983 и 1985), премии Югославского радио и телевидения (1971 и 1972). Имя Бабича носят музыкальные школы в Кладово и Прняворе.